# W. W. Greg
Sir Walter Wilson Greg, auch W. W. Greg, (9. Juli 1875 bis 4. März 1959) war ein britischer Shakespearegelehrter.

## Leben
Greg wurde 1875 in Wimbledon Common geboren. Sein Vater, William Rathbone Greg, war Schriftsteller. Seine Mutter Julia Wilson war die Tochter des schottischen Unternehmers James Wilson. Dieser ist bekannt als der Gründer der Standard Chartered Bank und des The Economist. Greg sollte einmal die von seinem Großvater gegründete Zeitschrift herausgeben und studierte daher in Wixenford, Harrow und am Trinity College der Cambridge University. In Cambridge traf er Ronald Brunlees McKerrow. Die Freundschaft mit ihm stärkte seine Entscheidung, Literaturwissenschaftler zu werden. Schon als Jugendlicher legte er sich eine Liste von allen Renaissance-Dramen an, die vor 1700 gedruckt wurden, und wurde Mitglied der Bibliographical Society, deren Präsident er dann von 1930 bis 1932 war. 1935 wurde ihm die Gold-Medaille der Gesellschaft verliehen. Nach seiner Studienzeit führte er ein wissenschaftlich produktives Leben als Privatgelehrter und bestritt seinen Unterhalt aus seinem Besitz an den Anteilen des The Economist.

## Werk
In Zusammenarbeit mit A. H. Bullen schrieb er Pastoral Poetry and Pastoral Drama (1906), gab das Tagebuch von Philip Henslowe (1906/08) und die Aufzeichnungen von Edward Alleyn heraus. Die Arbeit an diesen Werken verhalf ihm zu einem vertieften Wissen über die Theaterpraxis der Renaissancezeit, was er für seine Tätigkeit als Herausgeber der Malone Society in den Jahren von 1906 bis 1939 nutzte. Von 1907 bis 1913 war er Bibliothekar des Trinity College. Er gab diese Position nach seiner Heirat mit seiner Cousine Elizabeth Gaskell auf. Als Privatgelehrter besorgte er Ausgaben von The Merry Wives of Windsor (1910), Robert Greenes Orlando Furioso, George Peeles The Battle of Alcazar und das Drama Sir Thomas More (1911). Nach einer langen Pause herausgeberischer Tätigkeit edierte er 1950 Marlowes Doctor Faustus.
Gregs Beiträge zur Theaterpraxis der Renaissance umfassten vor allem die Studien Dramatic Documents from the Elizabethan Playhouses (1931) und English Literary Autographs, 1550–1650 (1932). In seinem Buch The Variants in the First Quarto of King Lear (1940) stellte er eine sorgfältige Untersuchung des ersten Quarto von King Lear dar. Unter seinen vielen Reviews ragt die Kritik von J. Churton Collinss 1906er Ausgabe der Werke von Robert Greene hervor.
Etwa ab 1940 begann er mit der Arbeit an seinen umfassenden Werken The Editorial Problem in Shakespeare (1951), The Shakespeare First Folio: Its Bibliographical and Textual History (1955), Some Aspects and Problems of London Publishing, 1550–1650 (1954) und dem Aufsatz The rationale of copy-text (1950), welche einen prägenden Einfluss auf die Entwicklung der Textkritik hatten und grundlegende Konzepte für die sog. New Bibliography bereitstellten. Zusammen mit Alfred W. Pollard leistete er wichtige Beiträge für das Verständnis der Überlieferung der Texte von Shakespeare. Sein umfangreichstes Werk, A Bibliography of the English Printed Drama to the Restoration, erschien in vier Bänden zwischen 1939 und 1959. 1954/55 lehrte er als Dozent für Bibliographie an der Oxford University.
1950 wurde Greg für seine wissenschaftlichen Verdienste zum Knight Bachelor („Sir“) geschlagen. Seit 1928 war er Mitglied (Fellow) der British Academy.

## Schriften (Auswahl)
- Pastoral Poetry and Pastoral Drama Scan auf Internet Archive
- A list of English plays written before 1643 and printed before 1700 Scan auf Internet Archive
- The editorial problem in Shakespeare Scan
- The Shakespeare first folio 1955 Scan
- A descriptive catalogue of the early editions of the works of Shakespeare preserved in the library of Eton College 1909 Scan

## Herausgeberschaft
- Heslowes Diary 1904 Scan auf Internet Archive
- The Tragedy of Tiberius 1607 (Faksimile) Scan
- Wit of a woman 1604 (Faksimile) Scan
- Locke about you 1600 (Faksimile) Scan
- Wiley beguiled 1606 (Faksimile) Scan
- Clyomon and Clamydes 1599 (Faksimile) Scan
- The second maiden's tragedy 1611 Scan
- George Peele King Edward the First 1593 Scan
- Shakespeare's Merry wives of Windsor 1602 Scan
- Henry Porter: The two angry women of Abington 1599 (Faksimile) Scan
- A Larum for London 1602 (Faksimile) Scan
- Englishmen for my money. 1616 (Faksimile) Scan
- Thomas Lodge: Rosalynde 1590 (Faksimile) Scan